# Zalesie (gemeente)
De gemeente Zalesie is een landgemeente in het Poolse woiwodschap Lublin, in powiat Bialski.
De zetel van de gemeente is in Zalesie.
Op 30 juni 2004 telde de gemeente 4559 inwoners.

## Oppervlakte gegevens
In 2002 bedroeg de totale oppervlakte van gemeente Zalesie 147,16 km², waarvan:
- agrarisch gebied: 61%
- bossen: 34%

De gemeente beslaat 5,34% van de totale oppervlakte van de powiat.

## Demografie
Stand op 30 juni 2004:
| Omschrijving                   | Totaal | Totaal | Vrouwen | Vrouwen | Mannen | Mannen |
| ------------------------------ | ------ | ------ | ------- | ------- | ------ | ------ |
| eenheid                        | aantal | %      | aantal  | %       | aantal | %      |
| inwoners                       | 4559   | 100    | 2250    | 49,4    | 2309   | 50,6   |
| bevolkingsdichtheid (inw./km²) | 31     | 31     | 15,3    | 15,3    | 15,7   | 15,7   |

In 2002 bedroeg het gemiddelde inkomen per inwoner 1403,61 zł.

## Administratieve plaatsen (sołectwo)
Berezówka, Dereczanka, Dobryń Duży, Dobryń-Kolonia, Dobryń Mały, Horbów, Horbów-Kolonia, Kijowiec, Kijowiec-Kolonia, Kłoda Duża, Kłoda Mała, Koczukówka, Lachówka Duża, Lachówka Mała, Malowa Góra, Nowe Mokrany, Nowosiółki, Stare Mokrany, Wólka Dobryńska, Zalesie.

## Aangrenzende gemeenten
Biała Podlaska, Piszczac, Rokitno, Terespol